# Bad Bergzabern
Pour la collectivité territoriale, voir Bad Bergzabern (Verbandsgemeinde).
Bad Bergzabern est une ville allemande de l'arrondissement de la Route-du-Vin-du-Sud dans le Land de Rhénanie-Palatinat. Elle est le chef-lieu de la commune fusionnée de Bad Bergzabern.

## Histoire
En 1793, la commune est rattachée à la République française et devient par la suite chef-lieu de canton.
Lors de la Seconde Guerre mondiale, la population ignore qu'elle fait partie des soixante-dix-huit villages du Palatinat rhénan qui, avec Pirmasens et Deux-Ponts, sont inscrits dans une zone rouge par les dirigeants nazis. En cas de conflit, cette zone est à évacuer immédiatement.
La station balnéaire de Bad Bergzabern possède de nombreuses maisons à colombages. Outre les coquettes maisons des XVIIe et XVIIIe siècles, il faut mentionner l'auberge « Zum Engel » (1579), réputée être le plus bel édifice Renaissance du Palatinat.

## Personnalités
- Jacobus Theodorus Tabernaemontanus ou Jakob Dietrich von Bergzabern (né à Bad Bergzabern en 1522 et mort à Heidelberg le 24 août 1590), connu sous le nom de Tabernaemontanus, latinisation de son lieu de naissance Bergzabern, est un botaniste et médecin allemand.
- Karl Culmann (1821-1881), pionnier de la statique graphique et professeur de Maurice Koechlin au Polytechnikum de Zurich, est né à Bad Bergzabern.
- Thomas Lauth (1758-1826), professeur d'anatomie de l'Université de Strasbourg, y est mort le 16 septembre 1826.
- Jean Adam Mayer (1748-après 1807), général de division de la Révolution française, né à Bad Bergzabern.
- Charles Jean Théodore Schoenmezel (1742-1815), général de brigade de la Révolution française, mort à Bad Bergzabern.